# 100596 Перет
100596 Перет (100596 Perrett) — астероїд головного поясу, відкритий 9 серпня 1997 року.
Тіссеранів параметр щодо Юпітера — 3,193.
Названо на честь Кетрін Перет, фахівця в галузі галактичної динаміки, утворення та еволюції галактик.